# Europa Europa (película)
Europa Europa (título en alemán Hitlerjunge Salomon, "Joven hitleriano Salomon") es una película de 1990 dirigida por Agnieszka Holland. Se basa en la autobiografía de 1989 de Solomon Perel, un judío que consiguió escapar al exterminio nazi haciéndose pasar por ario. En la película aparecen Marco Hofschneider, Julie Delpy y el propio Perel. Se trata de una coproducción internacional franco-germano-polaca.
No ha de confundirse con el filme de 1991 de Lars von Trier Europa, lanzado en los Estados Unidos de América con el nombre Zentropa para evitar tal confusión.

## Trama
Solek (seudónimo de Solomon "Solly" Perel) es un joven judío que vive junto a su familia en la Alemania Nazi. La víspera de su Bar Mitzvá estalla la Noche de los cristales rotos. Su hermana es asesinada y Solek, sus padres y sus dos hermanos huyen a Lodz (Polonia), pensando que allí van a estar más seguros. Cuando Alemania invade Polonia,el hermano mayor de Solek se alista con la resistencia polaca, mientras que Solek y su otro hermano, son trasladados al Este, a la zona ocupada por la Unión Soviética. Los hermanos son separados y Solek termina en un orfanato en Grodno.
Solek vive en el orfanato dos años, donde crece y se hace miembro del Komsomol. Cuando los alemanes atacan a la URSS ("Operación Barbarroja"), evacuan el orfanato y separan a Solek del resto. Es capturado por los alemanes y consigue convencerles de que pertenece a la minoría alemana en el extranjero. Sus conocimientos de alemán y ruso le hacen útil como traductor para el ejército —por ejemplo, les ayuda a identificar a un prisionero como Yákov Dzhugashvili, hijo de Stalin—. Solek finge ser un alemán llamado Josef "Jupp" Peters y cuenta a todo el mundo que sus padres proceden de Letonia y que él creció en una comunidad alemana en Polonia. Un compañero soldado, un actor homosexual llamado Robert, descubre la verdad pero promete no contársela a nadie. Los dos se hacen íntimos amigos. Cuando Robert y otros dos amigos mueren en el campo de batalla, Solek intenta desertar y entregarse a los soviéticos. Sin embargo, cuando está intentando huir, una compañía de soviéticos se rinde ante él y le entrega sus armas, hecho que le encumbra como héroe de guerra para los alemanes. Esto le permite abandonar el frente e ingresar en un centro educativo de las Juventudes Hitlerianas, después de que su capitán, un noble de Pomerania, se ofrezca para acogerlo en adopción. 
En el colegio se enamora de una chica alemana llamada Leni, devota nacionalsocialista. Solek se ve obligado a aceptar que su amor no tiene futuro, ya que está circuncidado y tener contactos íntimos con ella revelaría el secreto de su identidad. Tras varios meses sin verla, un día se decide a visitar a la madre de la chica, quien le informa de que Leni está embarazada y tiene intención de "dar a su hijo al Führer". Solek deduce que el hijo debe ser de su mejor amigo, Gerd, un ario que también está enamorado de Leni. La madre de Leni se da cuenta de que Solek no es quien dice ser; entonces él se derrumba y confiesa que es judío. Leni nunca lo descubre. Solek y Gerd se enzarzan en una pelea.
Más tarde, Solek recibe una llamada para apersonarse en una comisaría, con objeto de aclarar un problema con sus papeles. Están todos en regla salvo el Certificado de Pureza Racial. Él dice que está en Grodno y el comandante da orden de que se busque inmediatamente para evitar que caiga en manos rusas en caso de que la ciudad sea tomada. Cuando Solek abandona el edificio, una bomba cae encima de este, matando a Gerd, que estaba esperándole fuera.
Ya a punto de terminar la guerra, las Juventudes Hitlerianas reciben la misión de defender Berlín. Allí, Solek se entrega al Ejército Rojo. Sus captores se niegan a creer que no es alemán y Solek está a punto de ser tiroteado por un prisionero político comunista. El hermano de Solek, Isaak, recién liberado de un campo de concentración, identifica a Solek y le salva de morir disparado por los rusos. Al final de la película, Solek es liberado y emigra al Mandato Británico de Palestina (futuro Estado de Israel), donde abraza la fe de sus antepasados.

## Premios
Premios del Círculo de Críticos de Cine de Nueva York
| Categoría                           | Resultado |
| ----------------------------------- | --------- |
| Mejor película en lengua extranjera | Ganadora  |

- Globo de Oro a la mejor película extranjera.

- Nominada al Oscar en la categoría de mejor guion adaptado.[4]

## Reparto
| Actor              | Papel                    |
| ------------------ | ------------------------ |
| Marco Hofschneider | Solomon Perel de joven   |
| Julie Delpy        | Leni                     |
| René Hofschneider  | Isaak                    |
| Piotr Kozlowski    | David                    |
| André Wilms        | Soldado Robert Kellerman |
| Ashley Wanninger   | Gred                     |
| Halina Labonarska  | Madre de Leni            |
| Klaus Abramowsky   | Padre de Solomon         |
| Michèle Gleizer    | Madre de Solomon         |
| Marta Sandrowicz   | Bertha                   |
| Nathalie Schmidt   | Basia                    |
| Delphine Forest    | Inna                     |
| Martin Maria Blau  | Ulmayer                  |
| Andrzej Mastalerz  | Zenek                    |
| Solomon Perel      | Él mismo                 |